# 생선국
생선국, 어탕(魚湯) 또는 생선 수프(영어: fish soup 피시 수프[*])는 생선을 넣어 끓인 국물 요리이다.

## 종류
| 이름       | 사진 | 지역   | 설명                                               |
| ---------- | ---- | ------ | -------------------------------------------------- |
| 까인 쭈어  |      | 베트남 | 신맛 나는 생선 국이다.                             |
| 동태찌개   |      | 한국   | 동태를 넣어 끓인 찌개이다.                         |
| 똠 얌 쁠라 |      | 태국   | 맵고 신 생선 국이다.                               |
| 매운탕     |      | 한국   | 얼큰하게 끓인 생선 찌개이다.                       |
| 몬 힝가    |      | 미얀마 | 메기 육수로 만든 국물 국수이다.                    |
| 복국       |      | 한국   | 복어를 넣어 끓인 국이다.                           |
| 부야베스   |      | 프랑스 | 생선 스튜이다.                                     |
| 어탕       |      | 한국   | 제사 때 올리는 생선국이다.                         |
| 우하       |      | 러시아 | 생선 수프이다. 페르카, 연어, 잉어 등으로 만든다.   |
| 위츠탕     |      | 중국   | 상어 지느러미를 끓여 만든 탕이다.                  |
| 추어탕     |      | 한국   | 미꾸리나 미꾸라지, 쌀미꾸리 등을 넣어 끓인 탕이다. |
| 헐라슬레   |      | 헝가리 | 파프리카가루를 넣어 끓인 매운 생선 수프이다.       |
| 황태해장국 |      | 한국   | 황태를 넣어 끓인 해장국이다.                       |

## 같이 보기
- 고기국
- 채소국